# NGC 7431
NGC 7431 (другие обозначения — PGC 1765321, NPM1G +25.0524) — галактика в созвездии Пегас.
Этот объект входит в число перечисленных в оригинальной редакции «Нового общего каталога».